# Église Saint-Symphorien de Saint-Symphorien-des-Bruyères
Pour les articles homonymes, voir Église Saint-Symphorien.
L'église Saint-Symphorien est une église catholique des XVe et XVIe siècles située à Saint-Symphorien-des-Bruyères, en France.

## Localisation
L'église est située dans le département français de l'Orne, à l'est du bourg de Saint-Symphorien-des-Bruyères.

## Historique
La façade est inscrite au titre des monuments historiques depuis le 9 novembre 1926.